# Ryōsuke Miura
Pour l’article homonyme, voir Miura (homonymie).
Ryōsuke Miura (三浦 涼介, Miura Ryōsuke), né le 17 février 1987 à Tokyo au Japon, est un acteur et chanteur japonais.

## Biographie

### Enfance et débuts(2002-2009)
Issu d'une famille de comédiens et de chanteurs, Ryōsuke Miura rentre dans le monde du divertissement via une audition. Il est alors à l'école primaire.
De son aveu, être acteur n'est pourtant pas sa vocation initiale : « [Je n'avais pas du tout le désir d'être sur scène.] [Je m'y suis retrouvé] pour la simple raison que j'adorais chanter et danser [...]. Je n'avais même jamais pensé à jouer la comédie. [...] Comme je traversais une période où ma voix muait, je n'étais pas en mesure de m'entraîner au chant. Alors que je prenais des cours de théâtre et de danse tous les jours, j'ai commencé à passer des auditions pour des films et des séries télévisées ici et là. [Je les ai toutes ratées] mais, heureusement, à l'âge de 15 ans, j'ai réussi une audition pour un film et j'ai fait mes débuts ».
C'est en 2002 qu'il décroche son premier rôle majeur dans Ogyaa et débute en parallèle à la télévision.

### Révélation auprès des spectateurs viaKamen Rider OOO(2009-2012)
Dès 2009, Ryōsuke Miura intègre le groupe de J-Pop PureBoys qu'il quittera en 2011.
En 2010, il tient un double rôle (Ankh et Shingo Izumi) dans Kamen Rider OOO, issu de la franchise médiatique tokusatsu Kamen Rider. Si le personnage de Ankh lui apporte une immense notoriété auprès des spectateurs, le tournage ne se déroule pas sans quelques difficultés liées à son acrophobie et des tensions avec sa co-star Shū Watanabe. Les deux comédiens parviendront à un terrain d'entente, amenant un apaisement général sur le plateau.
A l'arrêt de la série et des films dérivés, en 2012, Ankh lui colle à la peau si bien que, malgré les nombreuses demandes des fans, il refuse de reprendre le rôle pendant près de cinq ans : « Assez tôt après la fin de OOO, on m'a proposé de faire un épisode dans lequel Ankh réapparaissait mais je voulais m'éloigner de lui, alors j'ai tout refusé. L'image d'Ankh [...] était si forte que je ne pouvais plus faire aucun autre travail... ».

### Rencontre avec Ninagawa et découverte du théâtre classique(2012-2015)
Sur l'impulsion de sa mère, Arisa Jun, Ryōsuke Miura assiste en 2011 à la pièce Ah, Solitude ! d'Eugene O'Neill, mise en scène par Yukio Ninagawa ; ce dernier a un impact conséquent sur sa carrière et bouleverse sa vision de l'Art. Grâce à lui, le jeune acteur appréhende enfin « la véritable joie du théâtre »,.
Dès 2012, il intègre la distribution de Boku no Yotsuya kaidan (d'après le conte Yotsuya kaidan) sous la direction de Ninagawa, qui lui propose l'année suivante le rôle de Motomu dans l'adaptation scénique du roman Auprès de moi toujours de Kazuo Ishiguro.
En 2014, il joue à nouveau sous la direction de Ninagawa dans Les Deux Gentilshommes de Vérone de William Shakespeare, sa première excursion dans le théâtre classique britannique. Le casting est entièrement masculin ; à la surprise de son entourage comme du principal intéressé, Miura hérite de Protéo, un personnage jugé à contre-emploi (« [D'ordinaire], les rôles que Ninagawa veut que je joue sont fragiles et délicats, contrairement à Protéo. [...] J'espère pouvoir montrer une facette inédite de moi-même et je suis enthousiaste à l'idée de pouvoir découvrir cet autre aspect de ma personnalité »). Les répétitions sont harassantes : Ninagawa, malade, se montre très dur et exigeant envers sa troupe. Cette expérience s'avère néanmoins enrichissante et provoque l'engouement de Miura pour le dramaturge anglais, un auteur qu'il jugeait jusqu'alors inaccessible et hors de ses capacités,. Ce sera toutefois leur dernière collaboration : Ninagawa décède en 2016.
2015 le voit intégrer le casting de la biographie romancée Tsuma to tonda tokkouhei aux côtés de Hiroki Narimiya et Maki Horikita. Il y est dirigé par Ryuta Tasaki, réalisateur sur la série Kamen Rider OOO. Très médiatisé, le téléfilm est une commande de la chaîne TV Asahi pour commémorer les soixante-dix ans de la fin de la Seconde Guerre mondiale.

### Popularité publique et consécration critique(2016-2018)
« Si je n'étais pas entré dans ce monde, je ne serais jamais rien devenu. Jusqu'alors, je vivais une existence où je n'avais aucune confiance en moi, je me sentais toujours seul. Grâce au jeu d'acteur, grâce aux metteurs en scène, aux équipes, aux comédiens et au public qui me soutiennent, il y a des moments où je peux devenir quelqu'un de nouveau. C'est seulement lorsque j'ai commencé ce travail que j'ai réalisé à quel point cela pouvait vous donner confiance en vous-même. »

— Ryōsuke Miura sur sa vocation de comédien.
Courant 2016, Ryōsuke Miura fait face à Yūta Furukawa (Sebastian Michaelis) dans la comédie musicale Black Butler : Noah's Ark Circus, où il campe Joker.
La même année, son rôle de kidnappeur dans la pièce Douka yami wo, Kimi ni, quatorzième volet de la saga théâtrale Kumikyoku de Yo Osaka, lui vaut des retours élogieux : les critiques qualifient sa prestation d'« incroyable » et estiment qu'il parvient à transcender son rôle de psychopathe par « sa sensibilité, [...] le sublimant dans une histoire humaine ».
2017 est une année charnière. Son nouveau projet suscite l'attention de la presse et du public : pour la première fois, il partage l'affiche avec son frère Kōta Miura et son père Kōichi Miura sur Shitsunawa reta ai no iro (Lost Indigo Color). Kōichi se déclare « vraiment honoré de pouvoir jouer avec ses fils ». La pièce rencontre un vif succès et sa performance est une fois encore saluée.
Il s'illustre en outre en vampire gothique dans la pièce Grand Guignol, volet de la saga à succès TRUMP. Sa prestation et celle de sa co-star Toshiyuki Someya sont saluées par le créateur Kenichi Suemitsu : l'auteur estime que ces derniers sont littéralement « tombés amoureux de leurs rôles » et que leur alchimie est l'un des piliers de Grand Guignol.
Malgré un refus constant d'être associé à nouveau à Kamen Rider, Miura finit par revenir sur sa décision en 2017. La résurrection inattendue de son personnage repose sur l'impulsion de Shū Watanabe : lors du mariage de Sugihara Teruaki (assistant réalisateur de OOO), les anciens partenaires se recroisent et Watanabe incite fortement son collègue à considérer une potentielle proposition de retour. Ce dernier accepte alors de reprendre son rôle pour le film Kamen Rider Heisei Generations Final: Build and Ex-Aid with Legend Rider, crossover attendu entre OOO, Fourze, Gaim et Rider Ghost. Le tournage et leurs retrouvailles se déroulent cette fois sereinement. Miura analyse cette évolution comme une preuve de maturité commune : « Il y a eu un commentaire qui m'a vraiment marqué pendant le tournage cette fois-ci. L'un des membres de l'équipe m'a dit : « Vous êtes plus apaisés qu'à l'époque. ». [...] Je me sentais plutôt heureux [sur le plateau]. À l’époque de OOO, nous menions également nos propres batailles et ce simple constat m'a fait réaliser que nous avions surmonté tous ensemble une période difficile ». Le film sort à la fin de l'année.
En 2018, il est annoncé à la distribution de 1789 : les Amants de la Bastille, où il incarne Maximilien Robespierre . Interrogé à ce sujet, il exprime ses doutes et son anxiété à l'idée de succéder à Yūta Furukawa dans le rôle ; ce dernier lui apporte son soutien et lui suggère d'être fidèle à sa vision personnelle du personnage. Furukawa lui conseille également de se reposer sur Daisuke Watanabe (Desmoulins dans le spectacle), l'un de ses amis de longue date, en cas de problème. De son côté, le metteur en scène Shūichirō Koike le pousse dans ses retranchements : il l'incite à modifier sa gestuelle et sa posture, lui martèle qu'« en tant que révolutionnaire, [Robespierre] doit se tenir au-dessus des gens et les attirer à lui ». Pour cerner son rôle au mieux et délivrer une interprétation qui lui est propre, Miura se documente et lit une biographie centrée sur Robespierre, prêtée Koike. Il évoque le spectacle en ces termes : « [L'attrait] réside dans le fait que nous, la jeune génération de Japonais, travaillons sur une œuvre dépeignant une période révolue de l'Histoire française tout en l'adaptant à l'époque contemporaine. [...] Ce serait formidable si je pouvais transmettre une petite partie de l'Histoire à des personnes plus jeunes que moi, d'une façon accessible. [...] J'espère que regarder ce genre de projet sera une occasion de réfléchir à l'Histoire et la société ».

### Confirmation, diversité et transgression des genres(2019-présent)
« Il y a beaucoup de rôles que je trouve attirants, peu importe le genre. »

— Ryōsuke Miura sur le fait d'incarner des personnages féminins.
En 2019, il figure dans trois productions différentes (Romeo & Juliette, Elisabeth et Love's Labour's Lost) où il renoue avec des collaborateurs réguliers.
Choisi pour incarner Benvolio en alternance avec Tatsunari Kimura, il retrouve à cette occasion Daisuke Watanabe sur le Romeo & Juliette de la Tōhō.
Par la suite, il rejoint Yūta Furukawa (Der Tod) dans Elisabeth. Pour incarner le Prince Rudolf, le fils de l'Impératrice Sissi, il s'instruit sur la dimension historique du spectacle : « Je pense que [ce] personnage est merveilleux sous toutes ses formes et [...] j'ai pris soin de l'étoffer. Pour ce faire, j'ai d'abord étudié l'histoire de la famille Habsbourg à Vienne puis acquis quelques connaissances sur [la] personnalité de Rudolf. Ce dont j'étais également conscient, c'était l'atmosphère, le sang et la fièvre qui pulsaient autour [de lui] ». Le rôle étant considéré comme un tremplin pour les jeunes débutants, la présence de Miura (dont la carrière est longue d'une décennie) au casting intrigue d'emblée les spectateurs. Il est en alternance avec deux autres chanteurs, Tatsunari Kimura et Taiga Kyōmoto.
Il enchaîne sur une réinterprétation moderne et musicale des Peines d'amour perdues de William Shakespeare. Il y campe le Roi Ferdinand et retrouve une fois encore Daisuke Watanabe. Le metteur en scène Ichigo Ueda fait part de la « sensibilité unique » de son jeu. Admirateur du dramaturge anglais, Miura juge que sa priorité sur le spectacle est de « chérir le plaisir des mots apporté par Shakespeare ». La critique est une nouvelle fois élogieuse, notant qu'il « ressemble au prince charmant dont rêvent de nombreuses filles » et que son chant suscite « des réactions passionnantes du public ».
Début 2020, il s'exerce à nouveau au théâtre classique avec la pièce Marie Stuart de Friedrich von Schiller, mise en scène par Shintarō Mori. La distribution comporte également Kyōko Hasegawa (Marie Stuart) et Sylvia Grab (Elisabeth Ire). Il déclare que le deuil de sa mère a été « un facteur important » dans sa façon d'aborder son personnage, la peur de perdre un être cher étant le principal moteur d'Edward Mortimer.
Cette même année, il est de retour dans Elisabeth pour célébrer les vingt ans du spectacle par la Tōhō. Annoncé en Rudolf, il est confirmé qu'il sera l'unique titulaire du personnage sur la tournée. Les représentations sont finalement annulées en raison de la pandémie de COVID-19. La pièce reprend après le confinement mais, à la suite de conflits d'emplois du temps, il ne peut assurer son rôle. Alors que Rudolf est finalement joué en alternance par Shōma Kai et Toshiki Takeishi, de son côté, Miura se tourne vers ses autres projets. Il est en effet attendu sur les tournages du dernier volet de Kenshin ainsi que des dramas Kao Dake Sensei et surtout Mairunovich, où il campe la sœur de l'héroïne.
Il regagne la scène musicale en 2021 avec Mata Hari : il incarne Armand, jeune pilote romantique épris de la sulfureuse danseuse. Les chroniques spécialisées soulignent que son jeu et son chant transmettent « une véritable passion ».
En 2022, à l'occasion du film Kamen Rider OOO 10th: Core Medal Resurrection, il prête une ultime fois ses traits à Ankh.
Toujours en 2022, il retrouve Toshiyuki Someya (Grand Guignol) et Mario Kuroba (Romeo & Juliette) pour la pièce de théâtre participative The Lost Sheep.
Entre 2022 et 2025, il est à l'affiche de l'adaptation théâtrale de Jujutsu Kaisen où il campe l'exorciste Satoru Gojo, l'un des protagonistes les plus populaires du manga,,.
2023 le voit s'essayer au kabuki avec la pièce Sakurahime azuma bunshō, classique du genre écrit par Tsuruya Nanboku IV, Sakurada Jisuke I et Segawa Jokô II. Il tient le rôle féminin principal, celui de la Princesse Sakurahime.
Après un an de répétition, il est attendu dans la tragédie Œdipe roi pour l'été 2023, sous la direction du metteur en scène Sachiko Ishimaru. Il juge « effrayant d'entrer dans le monde de cette œuvre historique » mais affirme qu'il s'impliquera dans le rôle-titre avec « sincérité et impatience, [...] plein d'attentes et d'espoirs ». Cette même année, il change d'agence et est désormais représenté par la Lohas Productions Co.
En 2024, il est à l'affiche de la dernière production théâtrale du duo Chikyū Gorgeous, Hakanaki hikari no rapusodi. La pièce commémore les 30 ans de carrière du tandem ; le casting comporte également Fuku Suzuki et Taishi Nakagawa.
Fort de son succès, Œdipe roi est reconduit en 2025, toujours avec Ryōsuke Miura dans le rôle-titre. Cette même année, le comédien tient le rôle principal de la comédie musicale Beastars, tirée du manga de Paru Itagaki.

## Vie privée
Il est le troisième fils de l'acteur Kōichi Miura et de l'idole Arisu Jun (décédée d'un cancer le 12 juillet 2019).
Son frère aîné, Kōta Miura, a également mené une carrière de comédien entre 1993 et 2021. Ryōsuke est très lié avec Kōta, lequel a fondu en larmes lors de la standing ovation qui accueille son cadet durant le final de Shitsunawa reta ai no iro.
Son grand-père était un soldat néo-zélandais stationné au Japon après la Seconde Guerre mondiale.

## Filmographie

### Télévision
| Année | Titre                         | Rôle                       | Notes                 |
| ----- | ----------------------------- | -------------------------- | --------------------- |
| 2002  | 3 nen B gumi Kinpachi Sensei  |                            | Saison 6              |
| 2003  | Kochira Hon Ikegami Sho       |                            | Saison 2              |
| 2003  | Lion Sensei                   | Koichi Abe                 |                       |
| 2005  | Gokusen                       | Ryosuke Muto               | Saison 2              |
| 2005  | Chousei Kantai Sazer-X        | Kane Lucano / Beetle Sazer | Épisodes 1-38         |
| 2007  | Delicious Gakuin              | Matthew Perrier            |                       |
| 2007  | Joshi Ana Icchokusen!         | Ikeda Teppei               |                       |
| 2008  | Nodame Cantabile SP           | Roland Chevalier           |                       |
| 2008  | Tokyo Ghost Trip              | Hisamoto Ichiya            |                       |
| 2008  | Shibatora                     | Takeshi Kanazawa           |                       |
| 2009  | Kamen Rider Decade            | Momose / Tiger Orphnoch    | Épisodes 10-11        |
| 2009  | Meitantei no Okite            | Miyamoto Osamu             | Épisode 2             |
| 2009  | Boss                          | Takeda Hiroyuki            | Épisodes 3-4          |
| 2010  | Kamen Rider OOO               | Ankh / Shingo Izumi        | Double rôle           |
| 2010  | Keibuho Yabe Kenzo            | Kogoro Akuchi              | Épisode 8             |
| 2013  | Keibuho Yabe Kenzo 2          | Kogoro Akuchi              | Épisode 7             |
| 2014  | Watashi no kirai na Tantei    | Tatsumi Chiaki             | Épisode 5             |
| 2015  | Tsuma to tonda tokkouhei      | Kinoshita Tatsuo           | Téléfilm              |
| 2020  | Talio                         | Hiroki Zaitsu              |                       |
| 2021  | Kao Dake Sensei               | Hayasaka Yuichi            |                       |
| 2021  | Mairunovich                   | Kinoshita Fuwari           | Rôle féminin          |
| 2021  | Kasouken no Onna              | Furue Michiru              | Saison 21, épisode 16 |
| 2024  | Shinsengumi: With You I Bloom | Serizawa Kamo              |                       |

### Cinéma

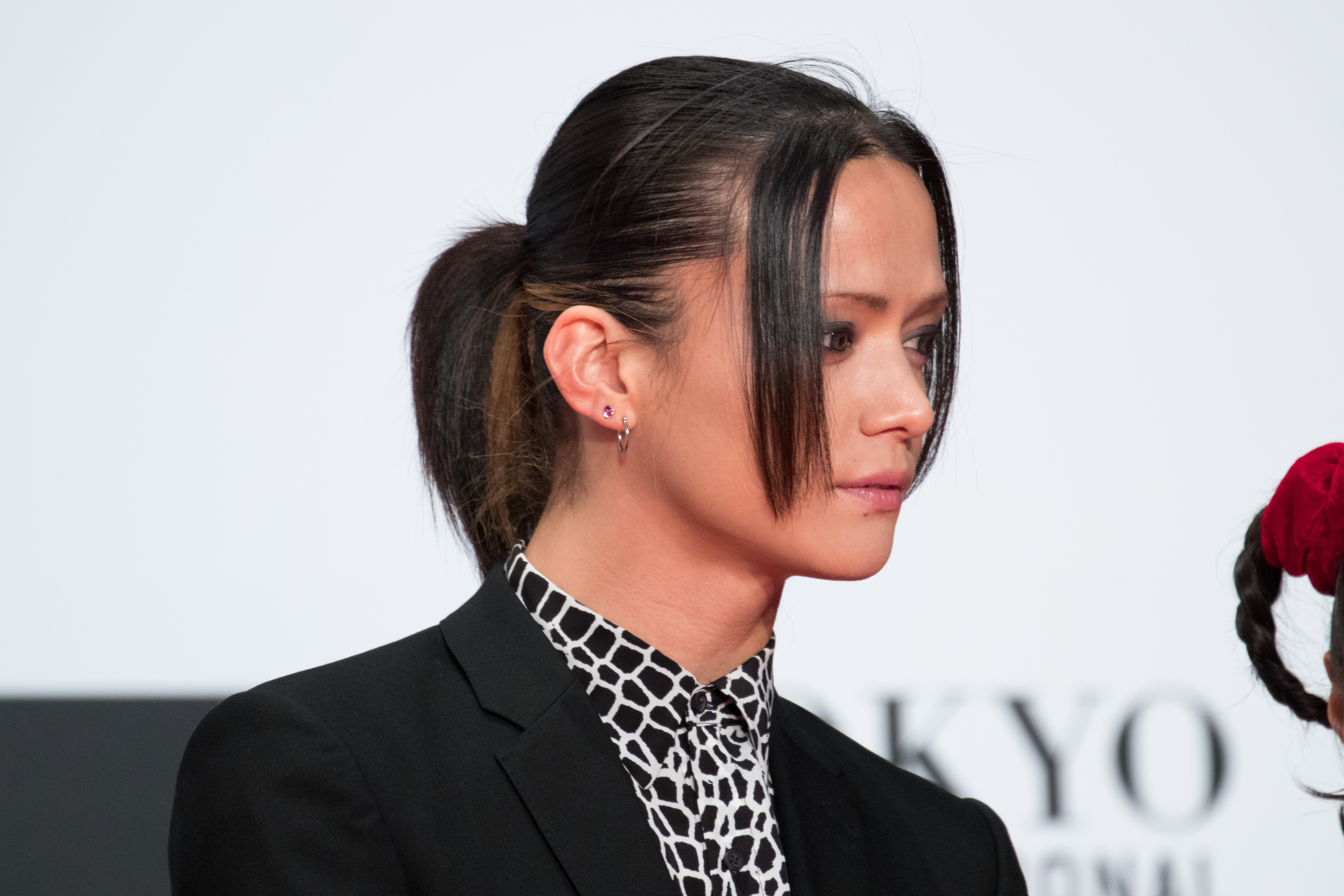
Ryōsuke Miura au Tokyo International Film Festival de 2016, où il présente The Brand New Legend of the Stardust Brothers.

| Année | Titre                                                                  | Rôle                | Notes       |
| ----- | ---------------------------------------------------------------------- | ------------------- | ----------- |
| 2002  | Ogya                                                                   | Kujimaru            |             |
| 2003  | Yume Oikakete                                                          |                     |             |
| 2006  | Chousei Kantai Sazer-X The Movie                                       | Kane Lucano         |             |
| 2008  | Real Onigokko                                                          | Makoto Suzuki       |             |
| 2008  | Alldays ni Chome no Asahi                                              | Masao               |             |
| 2008  | Bokura no Houteishiki                                                  | Yokomatsu           |             |
| 2009  | Kanna-san, Daiseiko Desu!                                              | Suzuki              |             |
| 2010  | Beck                                                                   | Miyazawa            |             |
| 2010  | Kamen Rider × Kamen Rider OOO & W Featuring Skull: Movie War Core      | Ankh / Shingo Izumi | Double rôle |
| 2011  | OOO, Den-O, All Riders: Let's Go Kamen Riders                          | Ankh / Shingo Izumi | Double rôle |
| 2011  | Kamen Rider OOO Wonderful : The Shogun and the 21 Core Medals          | Ankh / Shingo Izumi | Double rôle |
| 2011  | Kamen Rider × Kamen Rider Fourze & OOO: Movie War Mega Max             | Ankh                |             |
| 2012  | Toei Hero Next: Piece: Kioku No Kakera                                 | Rei                 |             |
| 2013  | Cult                                                                   | Neo                 |             |
| 2014  | Kenshin : Kyoto Inferno                                                | Sawagejo Cho        |             |
| 2014  | Kenshin : La Fin de la légende                                         | Sawagejo Cho        |             |
| 2017  | Kamen Rider Heisei Generations Final: Build & Ex-Aid with Legend Rider | Ankh                |             |
| 2018  | The Brand New Legend of the Stardust Brothers                          | Kan                 |             |
| 2021  | Kenshin : L'Achèvement                                                 | Sawagejo Cho        |             |
| 2022  | Kamen Rider OOO The 10th Core Medal Resurrection                       | Ankh                |             |

## Performances scéniques (sélection partielle)
| Année(s)    | Titre                                                    | Rôle                   | Note |
| ----------- | -------------------------------------------------------- | ---------------------- | --- |
| 2004        | Sutā Tanjō                                               |                        | Premier rôle sur scène |
| 2006        | Bambino                                                  | Yu                     | Premier rôle majeur |
| 2006        | Bambino+                                                 | Yu                     | Premier rôle majeur |
| 2007        | Bambino.2                                                | Yu                     | Premier rôle majeur |
| 2007        | Bambino+ in Yokohama                                     | Yu                     | Premier rôle majeur |
| 2008        | Bambino+ in apple                                        | Yu                     | Premier rôle majeur |
| 2009        | Bambino.3&+                                              | Yu                     | Premier rôle majeur |
| 2012        | Bambino. Final!                                          | Yu                     | Premier rôle majeur |
| 2012        | Boku no Yotsuya kaidan                                   | Jiro Kichi             | Distribution principale |
| 2014        | Never Let me Go                                          | Motomu                 | Rôle masculin principal Adaptation scénique du roman Auprès de moi toujours de Kazuo Ishiguro                                                    |
| 2014        | The Shawshank Redemption                                 | Tommy Williams         | Adaptation scénique du roman Les évadés de Stephen King                                                                                          |
| 2014        | Verona no ni shinshi                                     | Protéo                 | D'après la pièce de théâtre Les Deux Gentilshommes de Vérone de William Shakespeare Captation DVD existante                                      |
| 2016        | Tegami                                                   | Naoki Takeshima        | Distribution principale Adaptation musicale du roman de Keigo Higashino                                                                          |
| 2016        | Kuroshitsuji: Noah's Ark Circus                          | Joker                  | D'après le manga Black Butler de Yana Toboso Captation DVD existante                                                                             |
| 2016        | Kumikyoku Vol.14 "Douka yami wo, Kimi ni"                | Le kidnappeur          | Captation DVD existante |
| 2017        | TRUMP ~ Grand Guignol                                    | Gerhard Fra            | Captation DVD existante |
| 2017        | Shitsunawa reta ai no iro / Lost Indigo Color            | Teppei                 | Rôle principal Partage l'affiche avec son frère, Kōuta Miura et son père, Kōichi Miura D'après l'œuvre de Higashi Yukata Captation DVD existante |
| 2018        | 1789 - Bastille no Koibitotachi                          | Maximilien Robespierre | Captations DVD existantes - Version d'espoir et Version de courage                                                                               |
| 2018        | Romantic Act "Rurouni Kenshin"                           | Aoshi Shinomori        | D'après le manga Kenshin le vagabond de Nobuhiro Watsuki                                                                                         |
| 2019        | Romeo & Juliette                                         | Benvolio               | Distribution principale En alternance avec Tatsunari Kimura Captation DVD existante - White Version                                              |
| 2019        | Elisabeth                                                | Le Prince Rudolph      | Distribution principale En alternance avec Taiga Kyōmoto et Tatsunari Kimura                                                                     |
| 2019        | Love's Labour's Lost                                     | Ferdinand              | Rôle masculin principal D'après la pièce de théâtre Peines d'amour perdues de William Shakespeare                                                |
| 2020        | Mary Stuart                                              | Sir Edward Mortimer    | D'après la pièce de théâtre Marie Stuart de Friedrich von Schiller                                                                               |
| 2021        | Mata Hari                                                | Armand Gilot           | Rôle masculin principal En alternance avec Keisuke Higashi Captation DVD existante                                                               |
| 2022        | Galaxy Express 999 The Musical                           | Harlock                | Distribution principale D'après le manga Galaxy Express 999 de Leiji Matsumoto                                                                   |
| 2022        | Musical : Fist of the North Star                         | Rei                    | Distribution principale D'après le manga Ken le Survivant de Tetsuo Hara                                                                         |
| 2022        | The Lost Sheep                                           | Ryunosuke Fuji         | Distribution principale |
| 2022 / 2023 | Jujutsu Kaisen The Stage                                 | Satoru Gojo            | Distribution principale D'après le manga Jujutsu Kaisen de Gege Akutami Captation DVD existante                                                  |
| 2023        | Sakurahime Azuma Bunshō                                  | Sakurahime             | Distribution principale Captation DVD existante                                                                                                  |
| 2023 - 2024 | Jujutsu Kaisen The Stage : Kyōto Kōryū-kai / Kishu Raidō | Satoru Gojo            | Distribution principale D'après le manga Jujutsu Kaisen de Gege Akutami Captation DVD existante                                                  |
| 2023 / 2025 | Œdipe roi                                                | Œdipe                  | Rôle principal D'après la tragédie Œdipe roi de Sophocle                                                                                         |
| 2024        | Say Hello to Black Jack                                  | Naoki Shoji            | Distribution principale D'après le manga Say Hello to Black Jack de Shūhō Satō                                                                   |
| 2024        | Tegami                                                   | Naoki Takeshima        | Distribution principale Adaptation musicale du roman de Keigo Higashino                                                                          |
| 2024        | Hakanaki hikari no rapusodi                              | Matt, l'écrivain       | Distribution principale |
| 2024        | Jujutsu Kaisen 0 The Stage                               | Satoru Gojo            | Distribution principale D'après le manga Jujutsu Kaisen de Gege Akutami Captation DVD existante                                                  |
| 2024        | SaGa The Stage - Saisei No Kizuna -                      | Barthelemy             | Distribution principale Adaptation du jeu vidéo Romancing SaGa                                                                                   |
| 2025        | Jujutsu Kaisen The Stage : Kaigyoku / Gyokusetsu         | Satoru Gojo            | Distribution principale D'après le manga Jujutsu Kaisen de Gege Akutami Captation DVD existante                                                  |
| 2025        | Beastars                                                 | Legoshi                | Rôle principal |

## DVD et blu-ray musicaux
Hors spectacle musical (voir tableau ci-dessus pour les captations existantes)
- 2007 : Back Stage File #1 (avec PureBoys)
- 2007 : Act.1: 7Cheers! ~Tobe! Jibun to iu Daichi Kara (avec PureBoys)
- 2008 : Back Stage File #2 (avec PureBoys)
- 2008 : Act.2: 7Dummy's Blues (avec PureBoys)

- 2008 : Bitter, milky taste
- 2013 : From LA with LOVE
- 2014 : Ryosuke Miura Summer Live 2012

## Discographie avec PureBoys

### Singles
- 2007 : Kanpai Je T'aime (乾杯ジュテーム)
- 2008 : Kimi no Te (君の手) / Psyche na Heart (サイケなハート)
- 2009 :
  - Caution
  - Zenkai Dance (ゼンカイダンス)

### Album
- 2010 : Pure Vox

1. PREGO!
2. One Kiss 〜明日は今日より君がスキ〜
3. Zenkai Dance (ゼンカイダンス)
4. SEASON 〜episodeV〜
5. CAUTION
6. Love Got You (愛 Got You)
7. Kimi no Te (君の手)
8. Psyche na Heart (サイケなハート)
9. Preliminary, from Michi no Ue (前略、道の上より)
10. Bambina (バンビーナ)
11. LOVE & JOY
12. Kanpai Je T'aime (乾杯ジュテーム)

## Discographie solo

### Singles
- 2011 : Drive you crazy / Beep Beep

- 2012 : Natsu dayo HONEY!!

1. Natsu dayo HONEY!!
2. MissTerious
3. Ashita he no SPEED

- 2012 : Kimi he no X'mas Song

1. Kimi he no X'mas Song
2. Anata no tame ni
3. Dare yori kimi ni chikai basho de

- 2013 : escape

1. escape
2. Bad Dream
3. All the way

- 2015 : PEARL/GET UP

1. PEARL
2. GET UP

- 2016 : JUSTICE ~tada kimi no subete wo mitsumeteiru~

### Albums
- 2014 : Ryosuke Miura Summer Live

1. DRIVE YOU CRAZY
2. FLASHLIGHT
3. IN THE RAIN
4. LOVE LOVE LOVE
5. SO IN LOVE
6. TRUST ME
7. BEEP BEEP
8. THE WAY WE LOST
9. Drive You Crazy -Instrumental-
10. FLASHLIGHT -Instrumental-
11. In the Rain -Instrumental-
12. LOVE LOVE LOVE -Instrumental-
13. So in love -Instrumental-
14. Trust me -Instrumental-
15. BEEP BEEP -Instrumental-
16. The way we lost -Instrumental-

- 2016 : Color

1. JUSTICE ~tada kimi no subete wo mitsumeteiru~
2. Shimauma
3. Dancing in the Air
4. Time Rocket
5. Yumebana

## Recueil de photos
- 2007 : PureBOYS avec PureBoys  (ISBN 978-4-7771-0799-5)
- 2008 : 苦い、ミルクの味  (ISBN 978-4-05-403637-6)
- 2011 : Sunshine avec PureBoys  (ISBN 978-4-3449-9178-1)
- 2011 : Ryosuke Miura  (ISBN 978-4-86336-184-3)
- 2012 : +(PLUS)  (ISBN 978-4-86336-276-5)